# Tommy Lucchese
Thomas Gaetano Lucchese  (născut Gaetano Lucchese; italiană: [ɡaeˈtaːno lukˈkeːse]; n. 1 decembrie 1899, Palermo, Italia – d. 13 iulie 1967, Long Island, New York, SUA), cunoscut uneori sub poreclele „Tommy”, „Thomas Luckese”, „Tommy Brown” sau „Tommy Three-Finger Brown” a fost un gangster italoamerican și membru fondator al mafiei din Statele Unite, o ramură a Cosa Nostra din Sicilia. Din 1951 până în 1967 a fost donul familiei Lucchese⁠(d), una dintre cele cinci familii care domină crima organizată din New York.

## Biografie
Lucchese s-a născut la 1 decembrie 1899, fiul cuplului format din Baldassarre și Francesca Lucchese din Palermo, Sicilia. Numele de familie „Lucchese” sugerează că familia își are originile în orașul sicilian Lucca Sicula. La începutul anului 1911, familia Lucchese a emigrat în Statele Unite, stabilindu-se în cartierul italian East Harlem⁠(d) din Manhattan. Tatăl său s-a angajat ca transportator de ciment. Lucchese a lucrat într-un atelier de mașini până în 1915 când în urma unui accident industrial și-a pierdut degetul mare și arătătorul de la mâna dreaptă.
Lucchese s-a căsătorit cu Catherine și au avut doi copii, Frances și Baldesare. Familia a locuit pe bulevardul 104 Parsons din Malba, Queens⁠(d) înainte să se mute în Lido Beach, Long Island în 1950.